# Andrzej Bulc
Andrzej Bulc (ur. 11 listopada 1951 w Przasnyszu, zm. 18 października 2023) – polski działacz opozycji demokratycznej w okresie PRL, jeden z czołowych działaczy i członek Komitetu Założycielskiego Wolnych Związków Zawodowych Wybrzeża (1978–1980), członek redakcji pierwszego podziemnego pisma w północnej Polsce – "Robotnik Wybrzeża" (1978–1980), współpracownik Komitetu Samoobrony Społecznej „KOR”, więzień polityczny w Sierpniu 1980, internowany 1981–1982.

## Życiorys
Jest synem Władysława. W 1969 zdał maturę w Liceum Ogólnokształcącym w Przasnyszu, a w 1973 ukończył Policealne Studium Budownictwa Okrętowego w Gdańsku, na wydziale elektrycznym. Od 1971 do 1973 odbywał, jako elektryk, praktykę w Stoczni Gdańskiej im. Lenina, głównie na wydziale elektrycznym W-4, gdzie następnie pracował przez trzy lata. W 1976 przeniósł się do pracy w Zakładach Okrętowych Urządzeń Elektrycznych i Automatyki "Elmor" w Gdańsku, gdzie pracował jako technik-elektryk, a następnie, do maja 1979 jako kontroler jakości. Przez pewien czas studiował na Wydziale Elektroniki Politechniki Gdańskiej, ale naukę musiał przerwać ze względu na założenie rodziny. Później, po przeniesieniu się w marcu 1980 z rodziną do Warszawy, od maja 1980 do lipca 1981 pracował jako laborant w Biurze Badawczym ds Jakości Stowarzyszenia Elektryków Polskich.

### Działalność opozycyjna
Był świadkiem tragicznych wydarzeń Grudnia 1970 w Gdańsku, ale nie brał w nich udziału. W działalność opozycyjną zaangażował się w 1977 i niedługo potem stał się jednym z najbardziej aktywnych działaczy Wolnych Związków Zawodowych Wybrzeża, które ukonstytuowały się 29 kwietnia 1978. Kilka tygodni później (w lipcu 1978) wszedł w skład Komitetu Założycielskiego WZZW w miejsce Krzysztofa Wyszkowskiego, który wyjechał z Gdańska. Przez następny rok WZZ „Wybrzeża”, które były jedyną w Polsce organizacją opozycyjną mającą oparcie wśród robotników, działały w składzie: Andrzej Bulc, Andrzej Gwiazda, Joanna Duda-Gwiazda i Edwin Myszk (który potem okazał się współpracownikiem SB). W maju 1980 po wyprowadzce Andrzeja Bulca z Gdańska, na jego miejsce w skład Komitetu Założycielskiego WZZ "W" wszedł Jan Karandziej. Wśród grona zaufanych osób tworzono grupy pięcioosobowe i każdy z członków komitetu (w tym Andrzej Bulc) prowadził do kilku takich grup, które odbywały w prywatnych mieszkaniach tajne spotkania szkoleniowe dla robotników (np. z Lechem Kaczyńskim, który wykładał prawo pracy). Jednej z takich grup przewodniczył Lech Wałęsa.
W czasach opozycji przedsierpniowej organizował też lub współorganizował akcje ulotkowe jak i demonstracje rocznicowe, m.in. 11 listopada 1979 dla uczczenia wówczas zakazanego Święta Niepodległości "przyniósł do „Elmoru” taśmę z nagraniem głosu Piłsudskiego. Fabryka stanęła. Przez dwa dni 2,2 tys. robotników, urzędników i inżynierów słuchało głosu Marszałka". W 1979 współorganizował obchody rocznicy Grudnia ’70 pod Bramą nr 2 Stoczni Gdańskiej, na które udało mu się dostarczyć tekst przemówienia napisanego przez Joannę Gwiazdę, a które na demonstracji odczytała Maryla Płońska, gdyż przed spodziewanymi aresztowaniami schronił się na terenie stoczni i całą noc poprzedzającą rocznicę przesiedział ukryty pod plandeką okrywającą jakąś konstrukcję.
Od początku istnienia "Robotnika Wybrzeża", pierwszego pisma ukazującego się poza cenzurą w północnej Polsce, które wydawał w latach 1978-1980 Komitet Założycielski Wolnych Związków Zawodowych Wybrzeża był członkiem jego redakcji i w stopce redakcyjnej były podane jego dane adresowe. Redakcja „Robotnika Wybrzeża” pełniła wówczas wszystkie obowiązki organizacyjne Komitetu Założycielskiego WZZ i tworzyła faktyczne kierownictwo ruchu, a jej członkowie byli "jawnymi przedstawicielami Wolnych Związków Zawodowych na Wybrzeżu" i ich domowe adresy służące jako punkty kontaktowe podawane też były m.in. w czasie manifestacji patriotycznych (np. 19 grudnia 1979 r.). jak i w audycjach Rozgłośni Polskiej Radia Wolna Europa.
Był nie tylko sygnatariuszem oświadczeń redakcyjnych, ale również uczestniczył w zdobywaniu sprzętu potrzebnego do druku tego biuletynu i wydawanych przez WZZW okolicznościowych ulotek, a także był autorem nielicznych w tym piśmie artykułów, które podpisywał swoim nazwiskiem. Opublikował tam m.in. artykuł "Śniadanie" (w numerze 1 z sierpnia 1978 r.) przedstawiający warunki sanitarne w jakich spożywa się tam posiłki, problemy z zaopatrzeniem oraz gastronomią w Stoczni Gdańskiej im. Lenina, a także "Podnieśmy głowę znad roboty" (nr 4 z czerwca 1979), będący oceną systemu politycznego w PRL, w którym poddał krytyce ograniczanie wolności słowa w Polsce oraz zwrócił również uwagę na jednostronny ton propagandy w środowiskach masowego przekazu, jego zdaniem "społeczeństwo polskie powinno wyzwolić się ze stagnacji i zapobiec nadchodzącemu ostremu kryzysowi, nawet za cenę pozbawienia władzy PZPR. Była to najbardziej radykalna opinia wśród poglądów pojawiających się na łamach „Robotnika Wybrzeża”.
Zajmował się również kolportażem nie tylko "Robotnika Wybrzeża", ale i innych wydawnictw drugiego obiegu, dostarczał je wówczas też m.in. do rodzinnego Przasnysza.
Po przeniesieniu się do Warszawy, jeszcze przed Sierpniem 80 nadal współpracował z Komitetem Samoobrony Społecznej „KOR”, m.in. z Jackiem Kuroniem i Henrykiem Wujcem.
Od września 1980 był członkiem NSZZ „Solidarność”, został wybrany na przewodniczącego Komisji Zakładowej w Biurze Badawczym ds Jakości Stowarzyszenia Elektryków Polskich. Był też działaczem oświatowym NSZZ „Solidarność” Regionu Mazowsze, gdzie od lutego 1981 pracował społecznie, a od września tego samego roku etatowo, na stanowisku organizatora we Wszechnicy Robotniczej „Solidarności” tego Regionu, którą kierował Henryk Wujec. W listopadzie 1981 był współorganizatorem Klubów Rzeczpospolitej Samorządnej „Wolność – Sprawiedliwość – Niepodległość”.

### Represje
W latach 1978–1982 za prowadzenie działalności opozycyjnej był w rozmaity sposób represjonowany. Wielokrotnie był zatrzymywany przez SB (np. 17 grudnia 1978 na 24 godz.), przesłuchiwany, a w mieszkaniu jego dokonywano uciążliwe rewizje. Był też szykanowany ekonomicznie przez zakład pracy, np. w sierpniu 1978 r. został pozbawiony należnych dopłat na kwaterunek, a następnie wykwaterowany z zajmowanego lokalu zakładowego. 11 maja 1979 został zwolniony dyscyplinarnie z "Elmoru" pod pozorem przestępstwa pospolitego, ale w Terenowej Komisji Odwoławczej sprawę wygrał. Pomimo tego Sąd Pracy 28 lutego 1980 r. odrzucił jego wniosek o przywrócenie do pracy w "Elmorze".
Od 30 czerwca 1978 do 22 kwietnia 1980 był rozpracowywany przez SB w Gdańsku w ramach Sprawy Operacyjnego Rozpracowania pod Kryptonim "Żak", a po tej dacie akta zostały przekazane SB w Warszawie, dokąd się wówczas przeprowadził.
W kilka dni po rozpoczęciu strajków sierpniowych 1980 r. został aresztowany przez SB w Warszawie. Początkowo, by zachować pozory praworządności zwalniano go po 48 godzinach z aresztu, ale niemal natychmiast, niekiedy jeszcze w budynku komendy MO, ponownie go zatrzymywano, stąd informacje o jego kolejnych zatrzymaniach pojawiły się kilkakrotnie w wewnętrznych komunikatach Ministerstwa Spraw Wewnętrznych m.in. 22 sierpnia, 23 sierpnia, 27 sierpnia 1980. Według oświadczenia KSS KOR z 23 sierpnia 1980 był wówczas jednym z 13 aresztowanych działaczy opozycji demokratycznej. Poza nim, przedstawianym tam jako "redaktor "Robotnika Wybrzeża"" byli to Mirosław Chojecki (członek KSS KOR i kierownik "NOWEJ"), Jan Cywiński (działacz Studenckiego Komitetu Solidarności w Warszawie), Ludwik Dorn (redaktor "Głosu"), Urszula Doroszewska (redaktorka "Głosu"), Wiesław Kęcik (członek KSS KOR i redaktor "Placówki"), Sergiusz Kowalski (współpracownik KSS KOR), Dariusz Kupiecki (redaktor "Robotnika"), Jacek Kuroń (członek KSS KOR i redaktor "Krytyki"), Jan Lityński (członek KSS KOR i redaktor "Robotnika"), Witold Łuczywo (redaktor "Robotnika") Adam Michnik (członek KOR, redaktor "Krytyki" i członek kierownictwa Niezależnej Oficyny Wydawniczej "NOWA") oraz Zbigniew Romaszewski (członek KSS KOR i kierownik biura interwencyjnego KSS KOR), Ostatni raz zatrzymany został 27 sierpnia 1980, a następnie został aresztowany na 3 miesiące, pod zarzutem z art. 276 § 1 ówczesnego kodeksu karnego, i uwięziony w więzieniu na Rakowieckiej. Uzyskanie ze strony wicepremiera Mieczysława Jagielskiego pisemnej gwarancji zwolnienia więźniów politycznych (w tym Andrzeja Bulca), co negocjował Andrzej Gwiazda, było ostatnim warunkiem podpisania porozumienia sierpniowego w Gdańsku 31 sierpnia 1980. W jego wyniku Andrzej Bulc zwolniony został 1 września 1980.
Po wprowadzeniu stanu wojennego 13 grudnia 1981 został internowany i osadzony w Ośrodku Odosobnienia w Warszawie-Białołęce, skąd go zwolniono 21 lipca 1982.
Po wyjściu na wolność, mimo wielu propozycji nie zaangażował się w żadną działalność podziemną, uważając że "to podziemie jest tak zinfiltrowane, że to naprawdę nie ma sensu".

### Sprawa taśmy z relacją Lecha Wałęsy nagraną w 1979 r.
W listopadzie 1979 w mieszkaniu Joanny i Andrzeja Gwiazdów odbyło się spotkanie WZZW w którym uczestniczyło kilkanaście osób. Zorganizowane zostało po to, by Lech Wałęsa opowiedział o swoim udziale w wydarzeniach Grudnia 1970, gdyż wcześniej "nigdy nie chciał mówić o grudniu 70. i o swojej roli w tym strajku". Relacja ta, podobnie jak zbierane wówczas opowieści innych świadków Grudnia 70, była nagrywana na magnetofonie przez Andrzeja Bulca, ponieważ chciano mieć zapis tych wspomnień do wykorzystania w planowanej publikacji poświęconej tym wydarzeniom. Na zakończenie tego spotkania – jak mówi Andrzej Bulc – Wałęsa "powiedział, że pokazywali mu zdjęcia i filmy z tych wydarzeń grudniowych (...) i mówili, żeby on rozpoznawał ludzi, którzy tam w tych wydarzeniach uczestniczyli. Joanna Gwiazda zarzuciła Wałęsie, że „podpieprzał swoich”, na co on odpowiedział: „No tak, byłem młody, nie zdawałem sobie sprawy, co robiłem”. Potwierdzają to też inni uczestnicy spotkania m.in. Andrzej Gwiazda, który powiedział, że "Wałęsa się przyznał, że bezpośrednio po strajku rozpoznawał ludzi z filmów i nagrań. Potem się tłumaczył, że teraz wie, że to bardzo źle, ale on wtedy nie wiedział, bo uważał, że władza, żeby rządzić, to musi wiedzieć. Więc on władzy pomagał rządzić", jak i Krzysztof Wyszkowski, który wspomina, że "podczas tej rozmowy Wałęsa się zaplątał i powiedział, że z władzą trzeba było współpracować", a także Lech Zborowski, który stwierdza że Wałęsa wtedy "się po prostu zagalopował. [...] W pewnym momencie mówiąc o tym, że był jednego dnia przesłuchiwany, wyznał w pośpiechu, że pokazywano mu zdjęcia i filmy z ulicznych zajść i on rozpoznawał na nich swoich stoczniowych kolegów". Również według Antoniego Mężydło, który niedługo po spotkaniu w towarzystwie Bogdana Borusewicza odsłuchiwał taśmę z nagraniem relacji Wałęsy z roku 1970, Wałęsa opowiadał jak "wzięła go milicja i wypytywała o te zdjęcia. I on rzeczywiście rozpoznawał je. Ale nie oceniał tego negatywnie. Jeszcze w 1979 nie wiedział, że źle robił. On się tym chwalił. Joanna Gwiazdowa palnęła na tej taśmie: „Lechu, ale ty milicji donosiłeś na ludzi?”. Wałęsa odpowiedział: „Ale milicja to też ludzie”. Taki przebieg spotkania potwierdził Lech Wałęsa 18 czerwca 2008, z tym że jak wyjaśniał, owo wyznanie było tylko wynikiem jego niecierpliwości: "Była cała grupa ludzi. I tłumaczyłem, jak to wyglądało. Oni pytali, jakby to było przesłuchanie. Już miałem dość tego i powiedziałem: do jasnej cholery, chcecie mieć, że współpracowałem, to współpracowałem. I oni tylko to zapamiętali, bo było im tak wygodnie. Wzięli to na serio. Ale to nieprawda".
W marcu 1980 Andrzej Bulc, w związku z przeprowadzką do Warszawy, taśmę z tym nagraniem przekazał osobiście Bogdanowi Borusewiczowi.
Później, jak stwierdził Andrzej Bulc, zapis tej relacji Wałęsy na spotkaniu u Gwiazdów, bardzo dokładnie spisany z taśmy którą on nagrał, znalazł się w książce o życiu Wałęsy pt. "Droga nadziei", z tym że bez końcowego fragmentu o rozpoznawaniu uczestników strajków. Pod koniec 2006 Lech Wałęsa miał mu w czasie spotkania powiedzieć, że pominął ten fragment uznając, że akurat "to nie było ważne".
27 sierpnia 2005 podczas uroczystości 25-lecia Sierpnia '80, zorganizowanych w Sali Kolumnowej Sejmu RP przez Antoniego Macierewicza i Jana Olszewskiego Andrzej Bulc nazwał Lecha Wałęsę "zdrajcą tysiąclecia", powołując się m.in. na tę relację złożoną przez Wałęsę w 1979.
Istnienie taśmy z nagraniem spotkania z 1979 zostało publicznie przypomniane w czerwcu 2008 przez Krzysztofa Wyszkowskiego w programie Magazyn 24 godziny w TVN24, który poinformował, że nagraniem tym dysponuje marszałek Senatu Bogdan Borusewicz. Kilka dni później Bogdan Borusewicz przyznał, że dostał tę taśmę od Andrzeja Bulca, ale jak poinformował "nagrania już nie ma, gdyż przekazał je jeszcze w latach 80. paryskiemu pismu „Kontakt”, w którym zapis z taśmy został opublikowany w 1983 " Z tym, że nie ma tam wspomnianego fragmentu relacji Wałęsy o kontaktach z SB po wydarzeniach Grudnia’70. Borusewicz wspomniał wówczas, że owszem po tym spotkaniu, na którym go nie było, "Gwiazdowa była podekscytowana, że Wałęsa przyznał się do współpracy", ale stwierdził, że jak chodzi o taśmę, którą odsłuchał, nie ma "przyznania się Wałęsy do współpracy".

## Po 1989
W 1989 wyemigrował z rodziną do Stanów Zjednoczonych, skąd sam powrócił do Polski w 2005. Mieszkał w Warszawie.
Był żonaty od 1979. Miał dwójkę dzieci, m.in. córkę Julię, której narodziny w 1980 r. odnotował niezależny "Robotnik Wybrzeża".
Był wraz z Krzysztofem Wyszkowskim bohaterem odcinka „Wolne Związki Zawodowe” serialu dokumentalnego Telewizji Polskiej „Encyklopedia Solidarności”, kreślącego "sylwetki i wydarzenia związane z narodzinami „Solidarności”, a także jednym z bohaterów (obok m.in. Ewy Kubasiewicz, Adama Borowskiego, Zofii Romaszewskiej) filmu Jana Pospieszalskiego z 2010 „Wolność i Solidarność 30 lat później”, który przedstawia historię ruchu NSZZ „Solidarność” "widzianą oczyma jej zapomnianych liderów" oraz bohaterem jednego z filmów w cyklu "Ćwiczenie na wyobraźnię" autorstwa Ewy Stankiewicz i Jana Pospieszalskiego.

## Odznaczenia
- Krzyż Komandorski Orderu Odrodzenia Polski (2017)[41][42]
- Krzyż Wolności i Solidarności (2018)[43]